# Deutsches Zweirad- und NSU-Museum
Het Deutsches Zweirad- und NSU-Museum is een Duits museum gespecialiseerd in de geschiedenis van de fiets en de motorfiets. Het bevindt zich in Neckarsulm in het voormalige gebouw van de Duitse Orde en is geopend in 1956. 

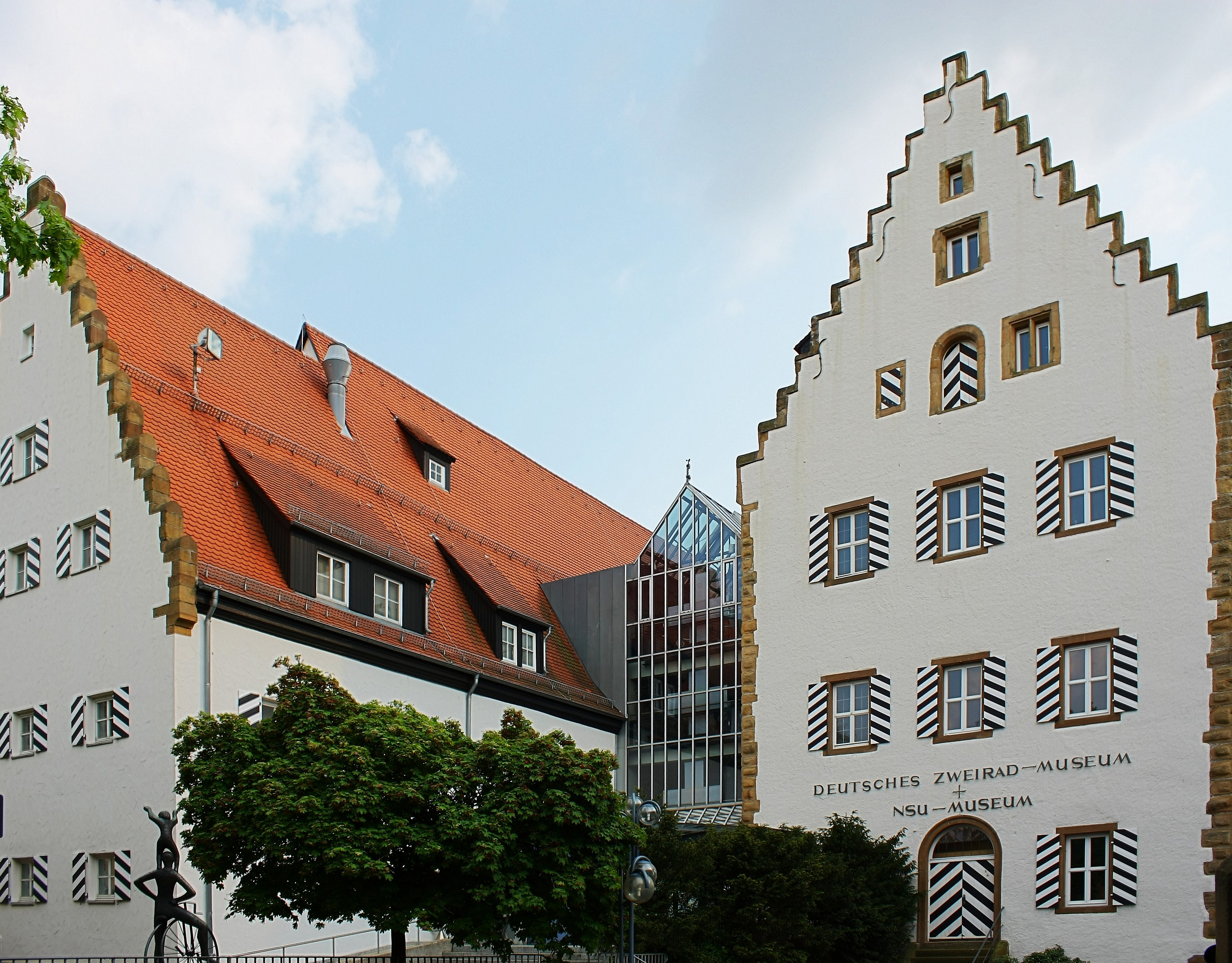
Deutsches Zweirad- und NSU-Museum in Neckarsulm

Het is het oudste motormuseum van Duitsland en heeft een van de grootste tweewielercollecties van dit land. De collectie geeft een overzicht van de ontwikkeling van de allereerste fietsen en de allereerste motoren tot de modernste fietsen en racemotoren. Het herbergt de grootste Duitse historische collectie in zijn soort.
Het museum heeft een vloeroppervlakte van bijna 2000 m² en telt zes verdiepingen. Het museum bestaat uit twee delen.
Het 'Zweirad' museum dat verreweg het grootste is, toont de geschiedenis van de fiets, van de allereerste tweewielige loopfiets, via de hoge bi tot de standaardfiets en de latere variaties daarop, en van de motorfiets. Het NSU-museum  geeft een overzicht van de geschiedenis van de firma NSU en de producten van dit bedrijf, met name motorfietsen, maar ook andere producten, zoals enkele klassieke auto-modellen.